# 펠레아스와 멜리장드 (희곡)

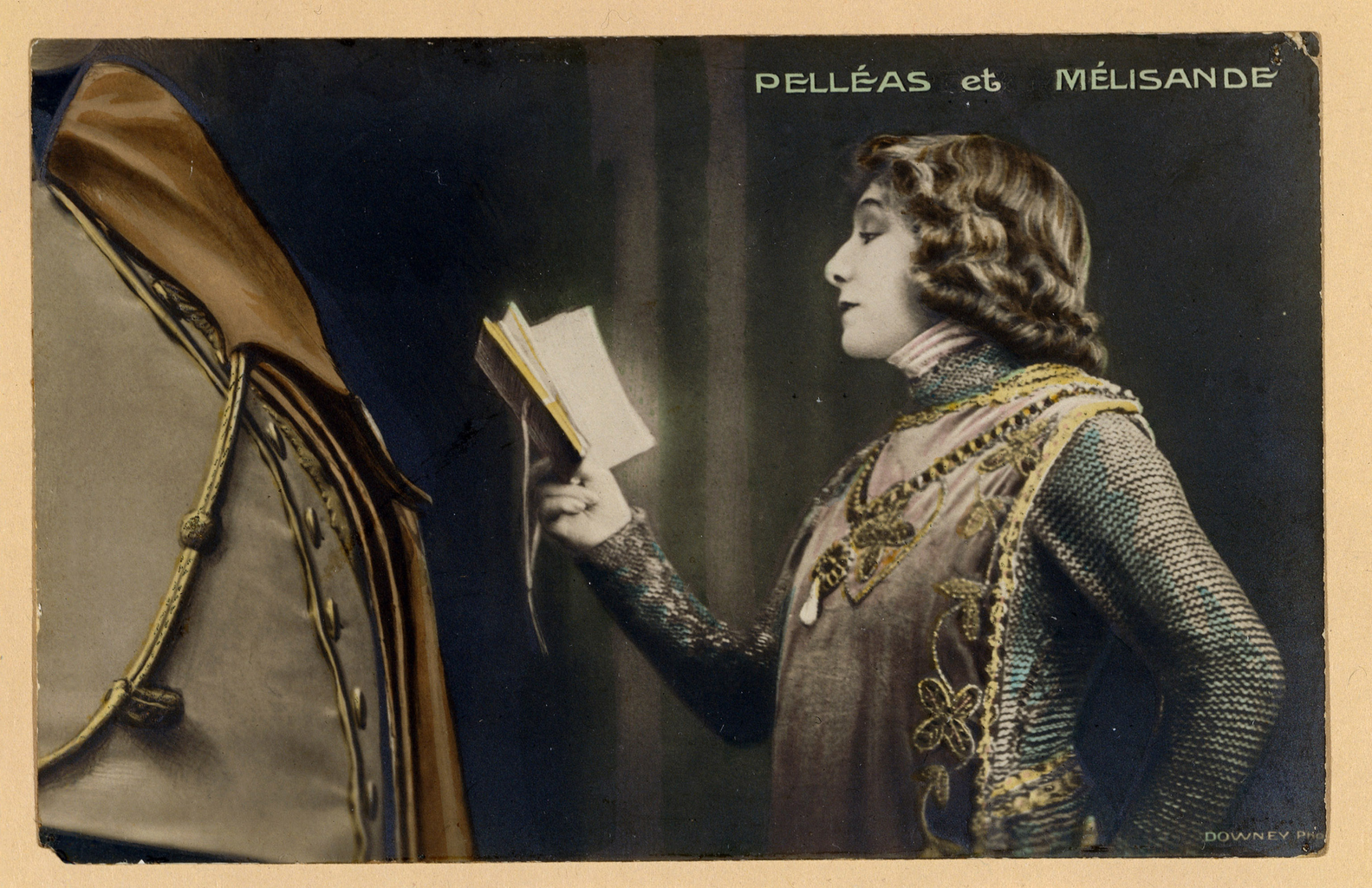

《펠레아스와 멜리장드》(Pelléas et Mélisande)는 모리스 마테를링크의 희곡이다.
운명적인 사랑으로 인한 죽음을 다룬 ＜펠레아스와 멜리장드＞(1892)는 단순하게 보면 남편-아내-정부(情夫)라는 삼각관계로 이루어진 치정극(drame passionnel)이다. 그러나 이러한 단순 구도는 메테르링크라는 작가의 손에 의해 신비의 색채를 띠게 되고 운명이 그 중요한 역할을 담당하게 되는, 모호함으로 가득 찬 극으로 변하게 된다.
1911년 노벨문학상 수상자로 상징주의를 대표하는 작가이자 ‘침묵과 죽음, 불안의 극작가’로 불리는 메테를링크의 초기작. 운명적인 사랑으로 인한 죽음이라는 뻔한 스토리는 메테를링크의 손에 의해 신비의 색채를 띤다. 보이지 않는 운명의 힘, 그리고 현실 너머의 세계를 느끼게 하는 그의 극은 후대의 초현실주의자들과 특히 베케트의 부조리극에 많은 영향을 끼치게 된다.
- 이영복 역, 지만지, ISBN 978-89-6680-382-8